# Geay (Deux-Sèvres)
Geay település Franciaországban, Deux-Sèvres megyében. Lakosainak száma 337 fő (2022. január 1.). Geay Bressuire, Faye-l’Abbesse, Luché-Thouarsais, Pierrefitte és Sainte-Gemme községekkel határos.

## Népesség
A település népességének változása:
| Lakosok száma | 338  | 325  | 324  | 314  | 318  | 314  | 322  | 329  | 337  |
|               | 2013 | 2015 | 2016 | 2017 | 2018 | 2019 | 2020 | 2021 | 2022 |